# Carpathonesticus cibiniensis
Espèce
Synonymes
- Nesticus cibiniensis Weiss, 1981

Carpathonesticus cibiniensis est une espèce d'araignées aranéomorphes de la famille des Nesticidae.

## Distribution
Cette espèce est endémique de Roumanie.

## Publication originale
- Weiss, 1981 : Der Kopulationsmechanismus bei Nesticus cibiniensis n. sp., einer neuen Höhlenspinne aus Rumänien (Arachnida, Araneae, Nesticidae). Reichenbachia, vol. 19, p. 143-152.